# 薩爾弗斯普林斯 (阿肯色州本頓縣)
薩爾弗斯普林斯（英語：Sulphur Springs）是一個位於美國阿肯色州本頓縣的城市。根據2020年美國人口普查，該地共人口481人，而該地的面積約為2.62平方千米。

## 地理
薩爾弗斯普林斯的座標為36°29′01″N 94°27′33″W / 36.48361°N 94.45917°W，而該地的平均海拔高度為277米（即909英尺）。